# آخرین تانگو در پاریس
آخرین تانگو در پاریس (به ایتالیایی: Ultimo Tango a Parigi) یک درام رمانس و اروتیکِ فرانسوی/ایتالیایی ساختهٔ برناردو برتولوچی است. در این فیلم بازیگرانی چون مارلون براندو، ماریا اشنایدر و ژان‌پیر لئو حضور دارند. این فیلم شامل صحنه‌های صریح جنسی است و به همین خاطر در آمریکا به آن ردهٔ NC-17 داده شده‌است.

## داستان
آخرین تانگو در پاریس در مورد تنهایی انسان مدرن است و نگاه بسیار تلخی به روابط بشری دارد. این فیلم بیش از آنکه دربارۀ نزدیکی باشد، دربارۀ فاصلۀ میان آدم هاست؛ فاصله هایی ناشی از سن و ملیت و طبقه و تجربه و زبان و ... . فیلم در مورد دو انسان است که هر دو مورد بی‌مهری واقع شده‌اند؛ یکی از طرفِ زن سابقِ خود که به او خیانت کرده، و یکی از طرفِ کارگردان جوانی که در عشق به دختر مردد است و او را بازیچه می‌پندارد. این دو، به‌طور اتفاقی، در یک خانه، که به لطفِ فیلم‌برداریِ خوب، نمودی بسیار سرد و دلگیر دارد، با هم برخورد می‌کنند؛ ولی با دو دید متفاوت نسبت به یکدیگر: دختر جوان که پشت و پناهی می‌جوید، پس از مدتی به مردِ جااُفتاده علاقه‌مند می‌شود. ولی مردِ بدبین، با رفتار آزارگرانه‌ای که با این دختر دارد، در صدد انتقام از نوع جنس زن است (زن سابقش پس از مدت‌ها خیانت به وی، خودکشی کرده است). با این همه، در پایانِ فیلم، نظرهای این دو مرد و زن در جهت عکس حرکت می‌کند: مرد، عاشقِ دختر جوان می‌شود و دختر، به علتِ اینکه فکر می‌کند از او سوءاستفاده شده، می‌خواهد مرد را ترک کند. این، برای داستان، پایانی تراژیک رقم می‌زند.

## تولید
صحنه تجاوز
ماریا اشنایدر بازیگر زن فرانسوی دربارهٔ صحنه‌ای از فیلم که حاوی صحنه‌هایی از آمیزش جنسی مقعدی است، اعلام کرد که این قسمت در فیلمنامه نبوده. براندو پیشنهاد داده و برتولوچی پذیرفته که هنگام فیلمبرداری، بدون اطلاع او و برای واقعی درآمدن آن لحظه، البته نه به صورت واقعی بلکه به صورت تظاهر و وانمودسازی، فیلمبرداری کنند. اشنایدر باید در این مورد وکیل می‌گرفته‌؛ اما به دلیل جوانی از حقوق خود مطلع نبوده، چون نمی‌توان کسی را مجبور به بازی در قسمتی از فیلم کرد که در فیلمنامه نیست. البته مانند سایر فیلم ها، در این فیلم نیز صحنۀ آمیزش جنسی، واقعی نیست و براندو تنها تظاهر به این عمل می کرده است. اما اشنایدر اشک‌ها و حس حقارت خود در این صحنه را واقعی عنوان کرده‌ است. او همچنین کارگردان فیلم را جاکش نامید و بازی در این فیلم را تنها اشتباه زندگی خود دانست. او پس از آن مدتی دچار مشکلات روحی شد. مارلون براندو نیز از روش کار برتولوچی راضی نبود و دربارهٔ بازیِ خود گفته‌ بود که این فیلم، او را تحقیر کرده‌ است. اما برتولوچی با نمایشِ این شکل رابطه، در واقع تأکیدِ روشنی بر یک نوع بن بستِ امیال و عواطف و همچنین فضای خالی و پرنشدنیِ میان زوج اصلی و ناهمگون اش می کرد. این فیلمساز به معاشقه، همچون تقلای فیزیکی دو جانور می نگریست. 
برناردو برتولوچی که در بسیاری از فیلمهایش مثل «۱۹۰۰» و «دنباله رو» به طرح مضامین صریح و بی پروای جنسی پرداخته، پس از مرگ اشنایدر، طی مصاحبه‌ای در این باره گفت: «من به ماریا اطلاع ندادم؛ چون می خواستم صحنه‌ای واقعی از درد، تحقیر، تعجب و شوکه شدن را به تصویر بکشم و اگر دوباره در این موقعیت باشم، باز هم آن را تکرار خواهم کرد.»

## جنجال‌ها
اصلی‌ترین جنجال مرتبط بود با صحنه‌ای از فیلم که در آن سکس مقعدی به تصویر کشیده شده بود و در آن از کَره به عنوان روان‌کننده جنسی استفاده شده بود.
برخی از منتقدان نیز، دیالوگی را مورد نقد قرار دادند که بازیگر مرد از بازیگر زن می‌خواهد که انگشتش را داخل مقعد مرد کند و سپس از بازیگر زن می‌خواهد که صمیمیت خود را به او، در میان چیزهای دیگر، با داشتن رابطه جنسی با خوک اثبات کند. 
وینسنت کنبی، منتقد فیلم و تئاترِ آمریکایی که در نیویورک تایمز قلم می زد، محتوای جنسی قوی در فیلم را همچون «بیانی هنری» از دورانِ نورمن میلر (نویسندۀ مشهور و صاحب سبک آمریکایی با زبانی تلخ و گزنده) و جرماین گریر تلقی می‌کند.